# 上普法尔茨地区埃申巴赫
上普法尔茨地区埃申巴赫（德語：Eschenbach in der Oberpfalz，官方拼写为，發音：[ˈɛʃnbax ʔɪn deːɐ̯ ˈʔoːbɐˌpfalts] ⓘ）是德国巴伐利亚州上普法尔茨行政区瓦尔德纳布河畔诺伊施塔特县的城市，面积35.13平方千米，人口为人。